# ساندرا چیک
ساندرا چیک (انگلیسی: Sandra Chick؛ زادهٔ ۲ ژوئن ۱۹۴۷) بازیکن هاکی روی چمن اهل زیمبابوه بود.
وی به‌همراه تیم ملی هاکی روی چمن زنان زیمبابوه به مدال طلا بازی‌های المپیک تابستانی ۱۹۸۰ رسیده‌است.